# آلن نلمز
آلن نلمز (انگلیسی: Alan Nelmes؛ زادهٔ ۲۰ اکتبر ۱۹۴۸) بازیکن فوتبال اهل بریتانیا است.
از باشگاه‌هایی که در آن بازی کرده‌است می‌توان به باشگاه فوتبال هیلینگدون بورو، باشگاه فوتبال ساوتال، و باشگاه فوتبال برنتفورد اشاره کرد.